# Państwowa Szkoła Muzyczna I st. im. Emila Młynarskiego w Warszawie
Państwowa Ogólnokształcąca Szkoła Muzyczna I st. im. Emila Młynarskiego (tzw. Mała Miodowa) – pierwsza powojenna podstawowa szkoła muzyczna z pionem ogólnokształcącym działająca w Warszawie, z siedzibą przy ul. Rakowieckiej 21.

## Historia

### XX wiek
Szkoła powstała w lutym 1950 r. w wyniku podziału Średniej Szkoły Muzycznej nr 1 przy ul. Profesorskiej (dzisiaj PSM II st. im. J. Elsnera) na szkołę podstawową i średnią. Początkowo mieściła się we frontowym budynku przy ul. Miodowej 22. Następnie przeniosła się do lewej oficyny w podwórzu przy ul. Miodowej 22 d i mieści się tam do chwili obecnej.
Pierwszym dyrektorem został prof. Ludwik Kurkiewicz. W skład ciała pedagogicznego weszli: dyrektor Weronika Długoborska, prof. Irena Dubiska oraz wykładowcy – Czesław Mikosz, Maria Kaczurbina, Stanisława Raube, Henryk Radziwonowicz, Wiera Sawicka, Jadwiga Targowska, Maria Wiłkomirska, Jan Wobożil, Helena Zarzycka.
W 1960 r. szkoła otrzymała patrona – kompozytora i dyrygenta Emila Młynarskiego. W uroczystości nadania imienia uczestniczyli córka i zięć patrona – Nelli i Artur Rubinstein. Szkoła stała się dla władz wizytówką szkolnictwa artystycznego. Uczniowie jeździli na festiwale i konkursy zagraniczne. Dzieci uczestniczyły w realizacji spektakli operowych i teatralnych, nagraniach płytowych i dokumentalnych. Zespoły muzyczne szkoły – orkiestra i chór – brały udział w prawykonaniach utworów polskich kompozytorów, takich jak: Jerzy Fotek, Augustyn Bloch, Romuald Twardowski, Jerzy Maksymiuk. Sukcesy odnosił chór pod dyrekcją kolejno Zbigniewa Soji, Romualda Miazgi i Ewy Marchwickiej.
Dyrektorami szkoły byli prof. Ludwik Kurkiewicz (1950), Weronika Długoborska (1950–1966), Irena Kirjacka (1966–1989), Maria Bryła-Liebig (1989–2002).

### XXI wiek
W 2002 r. szkołę podstawową przyłączono do większego Zespołu Państwowych Szkół Muzycznych nr 1 w Warszawie. Dyrektorem Zespołu została Maria Magdalena Radziejowska (2002–2012). Dyrektorem Zespołu jest Iwona Waga-Parafiniak a wicedyrektorem od 1999 r. Maria Maciejewska-Jagiełło. Pracą artystyczną w latach 2002–2012 kierowała absolwentka szkoły wicedyrektor Maria Rzepecka, a obecnie funkcję pełni Beata Karolak.
Od roku szkolnego 2020/2021 szkoła funkcjonuje przy ul. Rakowieckiej 21.  

## Pedagodzy
W szkole uczyli pedagodzy, tacy jak: Maria Rzepecka, Krystyna Makowska, Mirosław Ławrynowicz, Tadeusz Wojciechowski, Wanda Borucińska, Krystyna Borucińska, Tomasz Radziwonowicz, Karol Radziwonowicz, Anna Radziwonowicz, Irena Kiriacka, Maria Sutkowska, Irena Protasewicz. Orkiestrę szkolną gościnnie prowadził m.in. Jerzy Maksymiuk.

## Absolwenci
Absolwentami szkoły byli m.in.: Emanuel Ax, Marek Bracha, Lech Brański, Łukasz Borowicz, Joanna Bruzdowicz, Katarzyna Duda, Błażej Sroczyński, Ryszard Groblewski, Władysław Kłosiewicz, Adam Korniszewski, Zdzisława Słomka, Paweł Szymański, Rafał Kwiatkowski, Tomasz Liebig, Sebastian Liebig, Joanna Ławrynowicz-Just, Maria Machowska, Marta Ptaszyńska, Wojciech Rajski, Magdalena Rezler, Henryka Trzonek, Tadeusz Wojciechowski, muzycy rozrywkowi: Piotr Rubik, Dorota Miśkiewicz, Radzimir Dębski, Gaba Kulka, Maciej Zieliński, Paulina Przybysz i Natalia Przybysz, krytycy i teoretycy muzyczni: Dorota Szwarcman, Jadwiga Dankowska, Danuta Dobrowolska-Marucha, aktor Grzegorz Małecki, reżyserka i aktorka Barbara Wysocka.